# Янош Бірі
Янош Бірі (угор. János Biri, 21 липня 1901, Будапешт — 20 лютого 1974, Будапешт) — угорський футболіст, що грав на позиції воротаря. По завершенні ігрової кар'єри — тренер. Він найбільш відомий своєю тренерською кар'єрою в Португалії, яка тривала більше трьох десятиліть.

## Клубна кар'єра
Народився 21 липня 1901 року в місті Будапешт. Вихованець футбольної школи клубу «Гонвед». Дорослу футбольну кар'єру розпочав 1923 року в основній команді того ж клубу, в якій провів два сезони.
Після цього у 1925—1927 роках зіграв 35 матчів за італійську «Падову» у регіональному чемпіонаті ще до моменту створення загальноіталійської Серії А. Після цього з 1927 по 1933 рік знову грав на батьківщині у складі клубу МТК (Будапешт), «Будай», «Шабарія» та «3-й округ ТВЕ».
1933 року знову відправився за кордон, де спочатку недовго пограв за французький «Ам'єн», а 1934 року перейшов до португальської «Боавішти», де і завершив кар'єру футболіста у 1935 році.

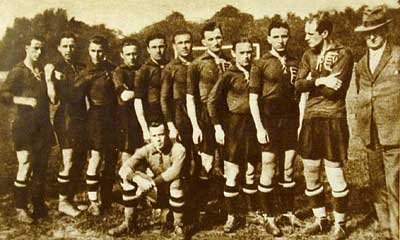
Янош Бірі (другий праворуч) у складі збірної Угорщини на Олімпіаді-1924.

## Виступи за збірну
23 вересня 1923 року дебютував в офіційних матчах у складі національної збірної Угорщини в товариському матчі проти збірної Австрії. Всього воротар зіграв за національну команду 5 матчів, у тому числі в обох матчах в рамках Олімпійських ігор 1924 року у Парижі. Останній раз за збірну Бірі виступав 7 жовтня 1928 року в матчі з командою Австрії.

## Кар'єра тренера
Розпочав тренерську кар'єру відразу ж по завершенні кар'єри гравця, 1935 року, очоливши тренерський штаб клубу «Порту». З цією командою Бірі виграв чемпіонат Порту і став віце-чемпіоном Португалії у своєму єдиному сезоні. 
Згодом після короткого часу в клубі «Академіку», він був найнятий президентом «Бенфіки», Аугушту да Фонсекою, де угорець провів вісім сезонів. За цей час клуб тричі ставав чемпіоном Португалії і стільки ж разів вигравав національний кубок. У сезоні 1939/40 «Бенфіка», вигравши кубок, стала також чемпіоном Лісабона, а три роки потому поєднала перемогу в кубку з виграшем чемпіонату країни, зробивши таким чином «золотий дубль». Загалом він керував командою у 272 матчах чемпіонату, становивши тренерський рекорд клубу, який було побито лише 2014 року Жорже Жезушем.
Після відходу з «Бенфіки» Бірі до 1966 року тренував різні клуби Португалії, але значних успіхів з ними не домагався.
Помер 20 лютого 1974 року на 73-му році життя у Будапешті.

## Статистика
| Матчі Яноша Бірі за збірну Угорщини | Матчі Яноша Бірі за збірну Угорщини | Матчі Яноша Бірі за збірну Угорщини | Матчі Яноша Бірі за збірну Угорщини | Матчі Яноша Бірі за збірну Угорщини | Матчі Яноша Бірі за збірну Угорщини |
| #                                   | Дата                                | Суперник                            | Рахунок                             | Пропущені голи                      | Турнір                              |
| ----------------------------------- | ----------------------------------- | ----------------------------------- | ----------------------------------- | ----------------------------------- | ----------------------------------- |
| 1                                   | 23 вересня 1923                     | Австрія                             | 2:0                                 | 0                                   | Товариський матч                    |
| 2                                   | 26 травня 1924                      | Польща                              | 5:0                                 | 0                                   | Олімпіада—1924                      |
| 3                                   | 29 травня 1924                      | Єгипет                              | 0:3                                 | 3                                   | Олімпіада—1924                      |
| 4                                   | 12 липня 1925                       | Швеція                              | 2:6                                 | 6                                   | Товариський матч                    |
| 5                                   | 7 жовтня 1928                       | Австрія                             | 1:5                                 | 2                                   | Товариський матч                    |

## Титули і досягнення

### Як тренера
- Чемпіон Португалії (3):

«Бенфіка»: 1941–42, 1942–43, 1944–45
- Володар Кубка Португалії (3):

«Бенфіка»: 1939–40, 1942–43, 1943–44